# Psycho Radio
Psycho Radio es un álbum de estudio de la banda estadounidense de psychobilly Rezurex, editado en el 2008 bajo el sello Fiend Force. Aunque sigue en la línea del psychobilly, este álbum presenta un sonido cercano al punk.

## Listado de canciones
| N.º | Título             | Duración |  |
| 1.  | «Walk On The Edge» |          |  |
| 2.  | «Tonight»          |          |  |
| 3.  | «Psycho Radio»     |          |  |
| 4.  | «Graveyard Girl»   |          |  |
| 5.  | «Dead World»       |          |  |
| 6.  | «Zombie Town»      |          |  |
| 7.  | «Blue Kiss»        |          |  |
| 8.  | «Vampira Calling»  |          |  |
| 9.  | «Armageddon»       |          |  |
| 10. | «Cementary Tears»  |          |  |
| 11. | «The Untold»       |          |  |
| 12. | «Restless»         |          |  |
| 13. | «Not From Heaven»  |          |  |